# Universitat Internacional de València
La Universitat Internacional de València (en anglès: Valencian International University (en sigles VIU); també coneguda com a Universitat Internacional Valenciana) és una universitat privada d'ensenyament a distància. La seva seu és a València. Va ser creada el 2008 per la Generalitat Valenciana amb el nom Universitat Internacional Valenciana com a entitat privada sense ànim de lucre, i amb un ordenament universitari igual que la resta d'universitats de l'estat. La seva activitat va començar l'any 2009, data en la qual es va aprovar l'ordenament adient. El 2013 la Generalitat va vendre al Grup Planeta el 70% de la societat, la qual es va fer càrrec de la seva gestió.